# Arvid Östman
Arvid Herman Östman (ur. 31 sierpnia 1902, zm. 2 marca 1984) – szwedzki zapaśnik walczący w stylu klasycznym. Olimpijczyk z Paryża 1924, gdzie zajął siedemnaste miejsce w wadze koguciej.
Mistrz kraju w 1926 i drugi w 1928 roku.

## Letnie Igrzyska Olimpijskie 1924
| Konkurencja          | Rundy eliminacyjne    | Rundy eliminacyjne     | Klas. końcowa |
| Konkurencja          | Przeciwnik I          | Przeciwnik II          | Miejsce       |
| -------------------- | --------------------- | ---------------------- | ------------- |
| 58 kg styl klasyczny | Armand Magyar (HUN) P | József Tasnádi (HUN) P | 17.           |